# グリチルレチン酸
グリチルレチン酸（Glycyrrhetinic acid）は、甘草から得られるグリチルリチン酸の加水分解によって得られるβ-アミリン（オレアナン）系の五環式テルペノイド誘導体の一つ。アロエやキニーネのような薬品の苦味を緩和するための調味料として用いられる。胃潰瘍の治療に効果的であり、去痰剤としての特性もある。

## 人体への効果
グリチルレチン酸は、PGE-2とPGF-2αをそれぞれ15ケト-13,14-ジヒドロ代謝体に代謝する酵素（15-ヒドロキシプロスタグランジンデヒドロゲナーゼ (NAD+)とδ-13-プロスタグランジン）を抑制する。これは消化器官でのプロスタグランジン濃度の増加を引き起こす。プロスタグランジンは胃液分泌を抑制するが、腸への膵臓分泌と粘液分泌を刺激するため、腸の運動性を著しく増大させる。また胃の細胞増殖を引き起こす。胃酸分泌、粘液分泌の促進、細胞増殖の効果があるため、甘草は消化性潰瘍治療に使える可能性がある。
PGF-2αは子宮の活動を刺激して流産を引き起こすことがあるため、甘草は妊娠中には摂取してはならない。
グリチルレチン酸の構造はコルチゾンに類似している。両方の分子は平面であり、3位と11位が似ている。これが甘草の抗炎症作用のベースになっていると考えられる。

## カルベノキソロン
カルベノキソロンはイギリスで開発された合成アナログである。グリチルレチン酸とカルベノキソロンは共にギャップ結合チャンネルを介した神経シグナル伝達を調整する作用を持つ。

## 3-β-D-(モノグルクロニル)-18-β-グリチルレチン酸
グリチルレチン酸の代謝体の一つ、3-β-D-(モノグルクロニル)-18-β-グリチルレチン酸は、腎臓で活性コルチゾールを不活性コルチゾンに転換する。これは11-β-ヒドロキシステロイドデヒドロゲナーゼを抑制することによって、酵素の抑制を通して起こる。結果、コルチゾール濃度が腎臓の集合管内で高くなる。コルチゾールは内在する鉱質コルチコイド（アルドステロンのように振る舞い、ナトリウムの再吸収を増大させる）であり、集合管内の上皮性ナトリウムチャネル（ENaC）ではたらく。高血圧はこのナトリウム再吸収のメカニズムによって生じる。ヒトはしばしばレニンとアルドステロンの血中濃度が低い状態で高血圧にかかっている。不用意なコルチゾール量の増加は、ナトリウムと体液の保持の誘導、低カリウム血症、高血圧、レニン-アンギオテンシン-アルドステロン系の抑制につながる。ゆえに、甘草は高血圧症の経験のある患者には与えてはならない。